# 北國大花火川北大会
北國大花火川北大会（ほっこくおおはなびかわきたたいかい）は、石川県能美郡川北町で毎年8月の第1土曜日に開催される花火大会である。
北國新聞社による主催事業で、川北まつりの共催イベントとして開催されている。

## 概要
北國大花火川北大会は、1990年7月29日の第5回川北まつり（第1回は1986年7月27日に開催）の共催イベントで開催された『北国花火川北大会』（1991年より北國花火川北大会）が起源となる。1990年には400発の花火が打ち上げられた。
その後、年々花火の打ち上げ数が増加されていき、1994年からはこれまで7月の第4土曜日に開催していた川北まつりが8月の第1土曜日に開催日を変更したのに合わせて、花火大会の開催日は現在に至っている。また、1999年より大会の名称を現在の北國大花火川北大会に改称した。
なお、2020年は、川北町町制施行40周年を記念し、例年より規模を拡大して開催する予定だったが、新型コロナウイルス感染症への感染防止に伴い川北まつりとともに中止となった。2021年も同様に中止となった。
2022年は3年ぶりに川北まつり共々復活する予定 だったが、８月豪雨のあおりで会場の手取川の浸水がひどく、花火を打ち上げる予定の中州が水没し、復旧するには重機が必要となることや、水位が安全な作業のできるまでに復旧するめどが立たないとして、当初予定の6日、並びに雨天順延日としていた7日とも開催中止（花火大会は結果的に延期なしの取りやめ）とはなったが、同時開催の川北まつりのみは予定通り開催された 。

## 大会概要
- 開催日：8月第1土曜日
- 会場：川北町手取川簡易グラウンド[1]
- 開催時間：20時10分 - 21時30分（開催時間は2009年度のもの）
- 打ち上げ数 - 約20,000発[1]
- 花火は4部構成となっており、川北大会の目玉である20号玉の打ち上げや花火師による花火の競演、スターマインの連続打ち上げなどとなっている。

## 交通
自動車
- 会場周辺は交通規制が行われ、一方通行となる（17:00 - 23:00）。また、開催前および開催終了後は会場周辺のほかに国道8号などが渋滞する。
- 白山市美川地区にある県営手取公園右岸園地から会場へ向かうシャトルバスが運行される（パークアンドライド方式、有料）。

公共交通機関
- 会場へは公共交通機関がないため、北陸本線美川駅からタクシーを利用するかシャトルバスの発着地「県営手取公園右岸園地」まで徒歩で向かうことになる（約20分前後）。

## ラジオ中継
1996年よりエフエム石川によるラジオ中継が行われており、『ミッドサマーファンタジー』という番組名で特別番組が放送されている。リクエストやメッセージ紹介とともに花火の紹介も行われる。前述のとおり、2020年は川北まつりの開催が中止になったことに伴い、放送も中止となった。

### パーソナリティ
- 1996年8月3日　伊津野亮、藤田みさ
- 1997年8月2日　伊津野亮、祝迫くみ子
- 1998年8月1日　伊津野亮、須賀千奈美
- 1999年8月7日　伊津野亮、森下祥
- 2000年8月5日　祝迫くみ子、田子千尋、佐藤竹善
- 2001年8月4日　祝迫くみ子、池田めぐみ、NONA REEVES
- 2002年8月3日　庄子久子、井上浩二
- 2003年8月2日　庄子久子、井上浩二
- 2004年8月7日　平山貴人、池田めぐみ
- 2005年8月6日　平山貴人、池田めぐみ
- 2006年8月5日　宮嶋英之、池田めぐみ
- 2007年8月4日　前田明日香、ケリン
- 2008年8月2日　前田明日香、丸山慶子
- 2009年8月1日　前田明日香、丸山慶子
- 2010年8月7日　前田明日香、丸山慶子
- 2011年8月6日　平山貴人
- 2012年8月4日　平山貴人、辰巳祥子
- 2013年8月3日　村口恭子、松岡理恵

### 放送時間
1996年と1997年は20:00から21:55まで、1998年と1999年は20:00から22:00まで、2000年からは20:00から21:30まで放送となった。なお、JFN共通の時報スポットは挿入される。

### 放送スタジオ
川北町役場に併設される川北町文化センターの2階特設スタジオから放送されるが、リスナーへの公開放送の形にはなっていない。

### その他
放送数日前から、特別番組のホームページが開設され、メールでのリクエストやメッセージを放送当日まで受け付けている。
花火大会開催当日の番組内では交通情報は放送されない。2010年はTwitterと連動して中継が行われた。なお、ラジオの中継のほかに金沢ケーブルにおいても中継が行われる（2020年は放送なし）。

## 補足
2016年までは北國大花火川北大会と毎年同日に北陸中日新聞主催による「全国選抜北陸中日花火大会」が金沢市の県営まめだ簡易グラウンド（犀川右岸）で開催されていたが、この年の開催をもって終了した。